# Maria Iordanidou
Maria Kriezi-Iordanidu (1897-1989) fou una escriptora grega. En les seves obres hi ha immediatesa, estil senzill, diàlegs animats i talant nostàlgic.

## Biografia
Va nàixer a Constantinoble en 1897, filla de Nikolaos Kriezis d'Hidra, un enginyer naval mercant i de la constantinopolita Eufrosini Magou. Va romandre durant huit anys en El Pireo per a tornar novament a Istambul, on estudià en l'American College. En 1914 estava a Batumi de l'aleshores Imperi Rus invitada per un dels seus oncles per a unes vacacances, però es va quedar allí impossibilitada per a tornar a la seua pàtria degut al començament de la Primera Guerra Mundial i la Revolució d'Octubre. Allà hi va estar cinc anys i durant aquest temps va assistir al liceu de Stavropol.
Només el 1919 va poder tornar a Constantinoble on va treballar per a una empresa comercial nord-americana. L'any següent la companyia la va traslladar a Alexandria a Egipte i allí es va conèixer i, el 1923, es va casar amb el professor Iordanis Iordanidis que era professor a l'elit British Victoria College. També va ser a Egipte quan es va interessar pel comunisme.
Després del seu matrimoni, la parella, juntament amb la mare de la Maria, es van anar a viure a Atenes, on Maria va donar a llum els seus dos fills i va començar a treballar per a l'ambaixada de Rússia. Maria es va separar del seu marit l'any 1931, però va continuar treballant per a l'ambaixada fins que va ser acomiadada a l'esclat de la Segona Guerra Mundial el 1939. La seva casa va ser destruïda durant l'ocupació alemanya de Grècia entre 1941 i 1944, un moment de grans dificultats en què moltes persones va morir de fam, i va ser perseguida i detinguda en diversos camps. Després de la guerra, les seves habilitats lingüístiques li van permetre guanyar-se la vida treballant com a empleada privada. Encoratjada pels amics que havia entretingut amb històries de la seva joventut a Constantinoble, es va asseure a escriure el seu primer llibre als 65 anys: Loxandra.
Va morir a Atenes el 6 de novembre de 1989.

## Obra
- Loxandra. títol original: Λωξάντρα (1963)
- Vacances al Caucas. títol original: Διακοπές στον Καύκασο (1965)
- Com ocells bojos. títol original: Σαν τα τρελλά πουλιά (1978)
- Mentre el cercle gira. títol original: Στου κύκλου τα γυρίσματα (1979)
- El nostre pati. títol original: Η αυλή μας (1981)